# 长白山农村商业银行
长白山农村商业银行股份有限公司（简称“长白山农商银行”）为吉林省长白山保护开发区的一家农村商业银行，注册地址位于池北区（行政上属延边州安图县）白河新城4号楼。

## 历史
2007年10月，原属安图县联社的二道白河农村信用社、原属抚松县联社的东岗农村信用社、漫江农村信用社，三社组建成立长白山保护开发区农村信用合作联社。注册资本金3991万元，法人代表霍猛，监管评级YA级。2011年6月账面值：不良贷款115489.40万元。 
2010年中国银行业监督管理委员会下发了《关于高风险农村信用社并购重组的指导意见》（银监发【2010】71号），定义监管评级为六级的农村信用社，以及监管评级为五B级且主要监管指标呈下行恶化趋势的农村信用社为高风险农村信用社。2011年5月，吉林九台农村商业银行投资2.7亿元，全资併購“长白山保护开发区农村信用合作联社”，並组建长白山保护开发区农村商业银行有限责任公司，爲中國大陸农村商业银行首次并购重组高风险农村信用社。2011年11月30日，长白山保护开发区农村商业银行成立，受中國人民銀行延边州中心支行、延边监管分局监管。
2016年6月，长白山农村商业银行注册资本由10,000万元变更为25,000万元。2016年底，长白山农村商业银行股份有限公司向拟成立的吉林辉南农村商业银行股份有限公司投资入股8,464万元，其中：股本金3,680万元，占比9.2%；购买不良资产的資金4,784万元。